# Keko (calciatore)
Sergio Gontán Gallardo, meglio conosciuto come Keko (Madrid, 27 dicembre 1991), è un calciatore spagnolo, attaccante svincolato.

## Caratteristiche tecniche
È un esterno offensivo, in possesso di discrete doti tecniche.

## Carriera

### Club
Inizia a giocare a calcio nelle giovanili dell'Atlético Madrid. Esordisce in prima squadra il 29 ottobre 2008 contro l'Orihuela in Coppa del Re, subentrando al 43' della ripresa al posto di Diego Forlán. Esordisce in Liga il 13 settembre 2009 contro il Racing Santander (1-1), sostituendo Sinama-Pongolle al 63', diventando all'età di 16 anni e 307 giorni, il più giovane debuttante della storia dei Colchoneros.
Il 19 luglio 2011 passa a parametro zero al Catania, firmando un contratto triennale con un'opzione di rinnovo per un ulteriore biennio. Esordisce con gli etnei il 29 novembre contro il Novara in Coppa Italia, sostituendo Andrea Catellani nei minuti di recupero. Il 7 gennaio 2012 viene ceduto insieme al compagno di squadra Sciacca in prestito al Grosseto. Esordisce con i biancorossi il 14 gennaio Gubbio-Grosseto (4-0). Termina la stagione con 10 presenze, disputando un girone di ritorno al di sotto delle aspettative.
Terminato il prestito rientra a Catania, venendo aggregato all'organico del tecnico Rolando Maran. Esordisce in Serie A il 24 febbraio 2013 in Parma-Catania (1-2), segnando la seconda rete degli etnei. Il 28 agosto 2014 si accorda a parametro zero con l'Albacete. Il 9 luglio 2015 firma un biennale l'Eibar. Il 21 giugno 2016 viene tesserato dal Malaga, con cui firma un contratto valido per quattro stagioni.
Dopo alcuni mesi di inattività, l'11 gennaio 2022 viene ingaggiato dal Sacramento Republic, formazione impegnata nella seconda divisione statunitense.

### Nazionale
Ha vestito le maglie di tutte le rappresentative giovanili, dall'Under-16, all'Under-20. Nel 2008 ha preso parte agli Europei Under-17, svolti in Turchia. Realizza la sua prima rete nella competizione in Irlanda-Spagna (1-3). Si ripete nella finale contro la Francia (0-4), realizzando il goal che apre le marcature e che decreta la vittoria finale delle Furie Rosse.
Convocato per gli Europei Under-19, prende parte alla competizione nelle vesti di capitano, dove la Spagna viene sconfitta in finale dalla Francia (2-1).

## Statistiche

### Presenze e reti nei club
Statistiche aggiornate al 5 novembre 2023.
| Stagione                   | Squadra                    | Campionato                 | Campionato | Campionato | Coppe nazionali | Coppe nazionali | Coppe nazionali | Coppe continentali | Coppe continentali | Coppe continentali | Altre coppe | Altre coppe | Altre coppe | Totale | Totale | Totale |
| Stagione                   | Squadra                    | Comp                       | Pres       | Reti       | Comp            | Pres            | Reti            | Comp               | Pres               | Reti               | Comp        | Pres        | Reti        | Pres   | Reti   |        |
| -------------------------- | -------------------------- | -------------------------- | ---------- | ---------- | --------------- | --------------- | --------------- | ------------------ | ------------------ | ------------------ | ----------- | ----------- | ----------- | ------ | ------ | ------ |
| 2008-2009                  | Atlético Madrid B          | SDB                        | 27         | 3          | -               | -               | -               | -                  | -                  | -                  | -           | -           | -           | 27     | 3      |        |
| 2009-2010                  | Atlético Madrid B          | SDB                        | 16         | 3          | -               | -               | -               | -                  | -                  | -                  | -           | -           | -           | 16     | 3      |        |
| Totale Atlético Madrid B   | Totale Atlético Madrid B   | Totale Atlético Madrid B   | 43         | 6          |                 | -               | -               |                    | -                  | -                  |             | -           | -           | 43     | 6      |        |
| 2008-2009                  | Atlético Madrid            | PD                         | 0          | 0          | CR              | 1               | 0               | UCL                | 0                  | 0                  | -           | -           | -           | 1      | 0      |        |
| 2009-gen. 2010             | Atlético Madrid            | PD                         | 1          | 0          | CR              | 0               | 0               | UCL                | 0                  | 0                  | -           | -           | -           | 1      | 0      |        |
| Totale Atlético Madrid     | Totale Atlético Madrid     | Totale Atlético Madrid     | 1          | 0          |                 | 1               | 0               |                    | 0                  | 0                  |             | -           | -           | 2      | 0      |        |
| gen.-giu. 2010             | Real Valladolid            | PD                         | 13         | 0          | CR              | -               | -               | -                  | -                  | -                  | -           | -           | -           | 13     | 0      |        |
| 2010-gen. 2011             | FC Cartagena               | SD                         | 14         | 0          | CR              | 1               | 0               | -                  | -                  | -                  | -           | -           | -           | 15     | 0      |        |
| gen.-giu. 2011             | Girona                     | SD                         | 11         | 0          | CR              | -               | -               | -                  | -                  | -                  | -           | -           | -           | 11     | 0      |        |
| 2011-gen. 2012             | Catania                    | A                          | 0          | 0          | CI              | 1               | 0               | -                  | -                  | -                  | -           | -           | -           | 1      | 0      |        |
| gen.-giu. 2012             | Grosseto                   | B                          | 10         | 0          | CI              | -               | -               | -                  | -                  | -                  | -           | -           | -           | 10     | 0      |        |
| 2012-2013                  | Catania                    | A                          | 4          | 1          | CI              | 1               | 0               | -                  | -                  | -                  | -           | -           | -           | 5      | 1      |        |
| 2013-2014                  | Catania                    | A                          | 19         | 0          | CI              | 1               | 0               | -                  | -                  | -                  | -           | -           | -           | 20     | 0      |        |
| Totale Catania             | Totale Catania             | Totale Catania             | 23         | 1          |                 | 3               | 0               |                    | -                  | -                  |             | -           | -           | 26     | 1      |        |
| 2014-2015                  | Albacete                   | SD                         | 33         | 6          | CR              | 3               | 0               | -                  | -                  | -                  | -           | -           | -           | 36     | 6      |        |
| 2015-2016                  | Eibar                      | PD                         | 29         | 3          | CR              | 2               | 0               | -                  | -                  | -                  | -           | -           | -           | 31     | 3      |        |
| 2016-2017                  | Malaga                     | PD                         | 22         | 0          | CR              | 0               | 0               | -                  | -                  | -                  | -           | -           | -           | 22     | 0      |        |
| 2017-2018                  | Malaga                     | PD                         | 21         | 0          | CR              | 0               | 0               | -                  | -                  | -                  | -           | -           | -           | 21     | 0      |        |
| 2018-2019                  | Real Valladolid            | PD                         | 26         | 2          | CR              | 3               | 0               | -                  | -                  | -                  | -           | -           | -           | 29     | 2      |        |
| Totale Real Valladolid     | Totale Real Valladolid     | Totale Real Valladolid     | 39         | 2          |                 | 3               | 0               |                    | -                  | -                  |             | -           | -           | 42     | 2      |        |
| 2019-gen. 2020             | Malaga                     | SD                         | 7          | 0          | CR              | 0               | 0               | -                  | -                  | -                  | -           | -           | -           | 7      | 0      |        |
| Totale Málaga              | Totale Málaga              | Totale Málaga              | 50         | 0          |                 | 0               | 0               |                    | -                  | -                  |             | -           | -           | 50     | 0      |        |
| gen.-giu. 2020             | Deportivo La Coruña        | SD                         | 7          | 0          | CR              | -               | -               | -                  | -                  | -                  | -           | -           | -           | 7      | 0      |        |
| 2020-2021                  | Deportivo La Coruña        | SDB                        | 12+4       | 2          | CR              | 1               | 0               | -                  | -                  | -                  | -           | -           | -           | 17     | 2      |        |
| Totale Deportivo La Coruña | Totale Deportivo La Coruña | Totale Deportivo La Coruña | 23         | 2          |                 | 1               | 0               |                    | -                  | -                  |             | -           | -           | 24     | 2      |        |
| 2022                       | Sacramento Republic        | USL                        | 29+2       | 5+1        | USOC            | 5               | 0               | -                  | -                  | -                  | -           | -           | -           | 36     | 6      |        |
| 2023                       | Sacramento Republic        | USL                        | 29+3       | 4          | USOC            | 3               | 0               | -                  | -                  | -                  | -           | -           | -           | 35     | 4      |        |
| Totale Sacramento Republic | Totale Sacramento Republic | Totale Sacramento Republic | 63         | 10         |                 | 8               | 0               |                    | -                  | -                  |             | -           | -           | 71     | 10     |        |
| Totale carriera            | Totale carriera            | Totale carriera            | 339        | 30         |                 | 22              | 0               |                    | 0                  | 0                  |             | -           | -           | 361    | 30     |        |

## Palmarès

### Nazionale
- Campionato d'Europa Under-17: 1

Turchia 2008